# Rania Harbaoui
Rania Harbaoui (arabe : رانيا حرباوي), née en 2003, est une judokate tunisienne.

## Carrière
Rania Harbaoui est médaillée de bronze dans la catégorie des moins de 48 kg aux championnats d'Afrique 2021 à Dakar.